# Stephan Otto
Stephan Otto (1603–1656) fou un compositor i cantor alemany.
Fou deixeble de Christoph Demantius, i nomenat cantor de Weesenstein, més endavant passà amb el mateix càrrec a Schandau (1642.
La seva obra principal és la titulada Kronenkrönlein, oder Musikalischer Vor länfer aufgeistliche Concert-Madrigal-Dialog-Melod-Symphon-Motetische Manier (de 3 a 5 veus), publicada a Freiberg el 1648.
A més se li deu, el tractat Von der poetischen oder Tichtkunst, que es va perdre.